# امباركاديرو تكنولوجيز
امباركاديرو تكنولوجيز (بالإنجليزية: Embarcadero Technologies)‏ هي شركة أمريكية في مجال تطوير برمجيات الحاسوب. تقوم الشركة بتطوير وترخيص ودعم المنتجات والخدمات المتعلقة ببرمجيات الحاسوب من خلال فروعها المختلفة. تأسست الشركة في عام 1993 وأصبحت عامة في عام 2000 وخاصة في عام 2007، وفي عام 2015 بيعت لشركة آيديرا.

## المنتجات
في يوليو 2008 إستحوذت شركة امباركاديرو على قسم كودجير من شركة بورلاند للبرمجيات.
كودجير تملك عدد من المنتجات الخاصة بتطوير التطبيقات، وهذه قائمة بأهم تلك المنتجات والتي لا تزال قيد التطوير في 2016 :
- دلفي: بيئة تطوير برمجيات ونسخة معدلة من لغة باسكال حيث تم إضافة البرمجة الكائنية لها. دلفي تعمل على ميكروسوفت ويندوز وتسمح بإنتاج تطبيقات لكل من الويندوز، ماك أو إس إكس، آي أو إس، وأجهزة أندرويد.
- سي++ بويلدر: مشابه لدلفي ولكن موجه للغة سي++.
- امباركاديرو راد: بيئة تطوير متكاملة تضم: دلفي، سي++ بويلدر. وتستخدم لتطوير تطبيقات للويندوز، الهاتف المحمول، وتطبيقات قواعد البيانات.